# Pelecinidae
Pelecinidae é uma família muito pequena e pouco estudada de vespas parasitoides, pertencente à superfamília Proctotrupoidea, da ordem de insetos Hymenoptera. Atualmente, conta com apenas um gênero vivente, que inclui apenas três espécies descritas, que ocorrem nas Américas. Todas as espécies de Pelecinus são parasitas de larvas de outros insetos, desde besouros escaravelhos (Coleoptera: Scarabaeidae), neurópteros (Neuroptera: Chrysopidae) e vespas-serras (Hymenoptera: "Symphyta"). 
São vespas delgadas e negras de médio a grande porte (medindo entre 2-7 cm), que apresentam venação característica (Rs bifurcada) na asa anterior e quase nenhuma venação nas asas posteriores; apresentam forte dimorfismo sexual, em que o metassoma das fêmeas é tubular e alongado, e o metassoma dos machos é mais curto e engrossado na extremidade; em ambos sexos o pecíolo do gáster forma-se no primeiro tergito.
Os registros mais antigos de Pelecinidae datam do período Jurássico, tendo amplos registros de grande diversidade durante o período Cretáceo. Desta forma, há muitos mais gêneros nesta família de espécies há muito extintas (no momento, 39 espécies fósseis alocadas dentre 10 gêneros). 
As espécies conhecidas são Pelecinus polyturator, Pelecinus thoracicus e Pelecinus dichrous. A primeira espécie é relativamente comum e espalhada por todo o continente americano, a segunda espécie é registrada do México, e a última espécie é relativamente rara e registrada no Brasil, Paraguai, Argentina e Uruguai.

## Referência
1. ↑  JOHNSON, N. F.; MUSETTI, L. (outubro de 1999). «Revision of the proctotrupoid genus Pelecinus Latreille (Hymenoptera: Pelecinidae)». Journal of Natural History (10): 1513–1543. ISSN 0022-2933. doi:10.1080/002229399299879. Consultado em 24 de janeiro de 2025
2. ↑  «Pelecinid Wasps (Hymenoptera: Pelecinidae)». Berlin/Heidelberg: Springer-Verlag. SpringerReference. Consultado em 24 de janeiro de 2025
3. ↑  Lim, K.P.; Yule, W.N.; Stewart, R.K. (1 de fevereiro de 1980). «A NOTE ON PELECINUS POLYTURATOR (HYMENOPTERA: PELECINIDAE), A PARASITE OF PHYLLOPHAGA ANXIA (COLEOPTERA: SCARABAEIDAE)». The Canadian Entomologist (2): 219–220. ISSN 0008-347X. doi:10.4039/ent112219-2. Consultado em 24 de janeiro de 2025
4. ↑  LIU, CHENXI; SHIH, CHUNGKUN; REN, DONG (22 de abril de 2009). «The earliest fossil record of the wasp subfamily Pelecininae (Hymenoptera: Proctotrupoidea: Pelecinidae) from the Yixian Formation of China». Zootaxa (1). ISSN 1175-5334. doi:10.11646/zootaxa.2080.1.4. Consultado em 24 de janeiro de 2025
5. ↑  Shih, Chungkun; Liu, Chenxi; Ren, Dong (1 de janeiro de 2009). «The Earliest Fossil Record of Pelecinid Wasps (Inseta: Hymenoptera: Proctotrupoidea: Pelecinidae) from Inner Mongolia, China». Annals of the Entomological Society of America (1): 20–38. ISSN 1938-2901. doi:10.1603/008.102.0103. Consultado em 24 de janeiro de 2025
6. ↑  Lara, Rogéria I. R.; Perioto, Nelson W. (março de 2014). «Seasonality of Pelecinus polyturator (Drury) (Hymenoptera, Pelecinidae) in the Atlantic Rainforest of São Paulo State, Brazil». Revista Brasileira de Entomologia (1): 63–65. ISSN 0085-5626. doi:10.1590/s0085-56262014000100010. Consultado em 24 de janeiro de 2025
7. ↑  Sousa, Ana F. A.; Nascimento, Alexsandra C.; Tavares, Marcelo T.; Fernandes, Daniell R. R. (23 de dezembro de 2020). «New records of Pelecinus polyturator (Drury) (Hymenoptera:Proctotrupoidea: Pelecinidae) for Brazil». Revista Chilena de Entomología (em inglês) (4). ISSN 0718-8994. doi:10.35249/rche.46.4.20.20. Consultado em 24 de janeiro de 2025